# Aon Center (Los Angeles)
Het Aon Center, ook bekend als de 707 Wilshire Tower, is een wolkenkrabber in Los Angeles, Verenigde Staten. Bij het begin van de bouw in 1972 heette het gebouw nog het United California Bank Building, dat later werd veranderd in de First Interstate Tower, voordat het gebouw zijn huidige naam kreeg. De bouw van de door CL Peck Contractor gebouwde kantoortoren werd in 1974 voltooid.

## Ontwerp
Het Aon Center is 261,52 meter hoog en heeft een totale oppervlakte van 116.128 vierkante meter. Hiervan is 95.583 vierkante meter bruikbaar. Het gebouw bevat 62 bovengrondse en 5 ondergrondse verdiepingen. Het staat op een plaza van grijs graniet en wordt vanaf de basis tot aan de top ongeveer 1,7 meter smaller.
Het Aon Center, ontworpen door Charles Luckman, is gebouwd om een centrale kern die de liften en trappen bevat. Het is bekleed met bronskleurig glas. In 1988 werden vijf verdiepingen door een brand verwoest. Sindsdien wordt alle hoogbouw in Los Angeles met een sprinklerinstallatie uitgerust.